# Polygala pumila
Polygala pumila là một loài thực vật có hoa trong họ Polygalaceae. Loài này được Norlind miêu tả khoa học đầu tiên năm 1914.